# Eduardo Appio
 (septembre 2023).
La mise en forme du texte ne suit pas les recommandations de Wikipédia : il faut le « wikifier ».
Les points d'amélioration suivants sont les cas les plus fréquents. Le détail des points à revoir est peut-être précisé sur la page de discussion.
- Les titres sont pré-formatés par le logiciel. Ils ne sont ni en capitales, ni en gras.
- Le texte ne doit pas être écrit en capitales (les noms de famille non plus), ni en gras, ni en italique, ni en « petit »…
- Le gras n'est utilisé que pour surligner le titre de l'article dans l'introduction, une seule fois.
- L'italique est rarement utilisé : mots en langue étrangère, titres d'œuvres, noms de bateaux, etc.
- Les citations ne sont pas en italique mais en corps de texte normal. Elles sont entourées par des guillemets français : « et ».
- Les listes à puces sont à éviter, des paragraphes rédigés étant largement préférés. Les tableaux sont à réserver à la présentation de données structurées (résultats, etc.).
- Les appels de note de bas de page (petits chiffres en exposant, introduits par l'outil «  Source ») sont à placer entre la fin de phrase et le point final[comme ça].
- Les liens internes (vers d'autres articles de Wikipédia) sont à choisir avec parcimonie. Créez des liens vers des articles approfondissant le sujet. Les termes génériques sans rapport avec le sujet sont à éviter, ainsi que les répétitions de liens vers un même terme.
- Les liens externes sont à placer uniquement dans une section « Liens externes », à la fin de l'article. Ces liens sont à choisir avec parcimonie suivant les règles définies. Si un lien sert de source à l'article, son insertion dans le texte est à faire par les notes de bas de page.
- La présentation des références doit suivre les conventions bibliographiques. Il est recommandé d'utiliser les modèles {{Ouvrage}}, {{Chapitre}}, {{Article}}, {{Lien web}} et/ou {{Bibliographie}}. Le mode d'édition visuel peut mettre en forme automatiquement les références.
- Insérer une infobox (cadre d'informations à droite) n'est pas obligatoire pour parachever la mise en page.

Pour une aide détaillée, merci de consulter Aide:Wikification.
Si vous pensez que ces points ont été résolus, vous pouvez retirer ce bandeau et améliorer la mise en forme d'un autre article.
 (septembre 2023).
Eduardo Fernando Appio (Erechim, 1971) est un écrivain et juge fédéral brésilien, titulaire écarté de la 13e Cour fédérale de Curitiba, désigné pour intervenir dans les affaires de l'Opération Lava Jato. Selon Carta Capital, sa participation à Lava Jato "a provoqué un changement de cap dans l'opération".

## Biographie
Fils du politicien Francisco Appio et marié à Vanessa Appio, il est titulaire d'un doctorat en Droit Constitutionnel de l'UFSC et d'un post-doctorat à l'UFPR,. Il a été procureur de justice au Paraná et juge au Rio Grande do Sul,.

## Service à la13echambre fédérale de Curitiba
Eduardo Appio est devenu titulaire de la 13e chambre fédérale de Curitiba le 7 février 2023, après que son prédécesseur, Luiz Antônio Bonat, ait été promu au poste de juge à la TRF-4,. Il est devenu célèbre pour avoir critiqué les méthodes de Sergio Moro, qui était auparavant titulaire de cette chambre fédérale. Sa neutralité a été contestée par Deltan Dallagnol, après que l'information selon laquelle son nom figurait dans le registre des dons électoraux à la campagne de Luiz Inácio Lula da Silva et qu'Appio utilisait le mot de passe LUL2022 est devenue publique. Appio a nié avoir fait des dons à des candidats politiques et a déclaré que le mot de passe était une protestation individuelle contre l'arrestation de Lula, qui a été ultérieurement jugée illégale,,. En plus de son don de 13 R$ à Lula, Appio aurait également fait un don de 40 R$ à la candidature d'Ana Júlia Pires Ribeiro,. En mars 2023, le sénateur Flávio Bolsonaro a demandé la mise à l'écart d'Appio auprès du Conseil national de la justice, pour son prétendu "implication dans des activités politico-partisanes" et son "comportement immoral",,.
Pendant sa brève période à la chambre fédérale, Appio a annulé certaines décisions de Moro dans les affaires de la Lava Jato. En mai, il a annulé le jugement contre Sérgio Cabral, condamné en 2017, mais la décision a été annulée par le TRF-4 en raison de doutes quant à l'impartialité d'Appio. Une autre décision du TRF-4 a été l'annulation de la libération d'un compte bloqué, contenant 35 millions de R$, d'Antônio Palocci, en raison de l'incompétence de la chambre de Curitiba. En outre, il a demandé l'inclusion de Rodrigo Tacla Duran, un homme d'affaires qui accuse Moro et Dallagnol d'extorsion, dans le programme de protection des témoins,. Après avoir recueilli le témoignage de Tacla Duran, Appio a déclaré avoir été menacé et a demandé au TRF-4 un renforcement de sa sécurité personnelle, et a fait valoir que les menaces découlaient du pouvoir politique de Moro et Dallagnol,.
Le 22 mai 2023, par décision du TRF-4,, Eduardo Appio a été écarté de la 13e Cour fédérale de Curitiba, après avoir été accusé de menacer le fils du juge Marcelo Malucelli,. Selon la plainte du juge, Appio aurait téléphoné à João Eduardo Barreto Malucelli, associé de Sergio Moro et de sa femme, via un numéro privé, et aurait fait des insinuations sur des irrégularités dans la déclaration de revenus de l'avocat. Au cours de l'appel, qui a eu lieu en avril, il aurait demandé : « Êtes-vous sûr de ne rien avoir fait de répréhensible ? », En avril, Appio avait dénoncé Malucelli au Conseil national de la justice, l'accusant d'avoir enfreint les ordres de la Cour suprême et d'avoir abusé de son autorité en rétablissant la détention préventive de Rodrigo Tacla Duran.
Selon le TRF-4, il y aurait eu une possible violation de six règles du Code de déontologie de la magistrature. L'appel téléphonique a été enregistré et, selon un rapport de la police fédérale, l'un des indices présentés pour l'éloignement, sur une échelle de -4 à +4, est une correspondance de la voix d'Appio avec celle de l'auteur de l'appel, avec un score de +3,. Cependant, selon un avis présenté par la défense d'Appio, une expertise réalisée par le technicien Pablo Arantes prouve que la voix dans l'appel n'est pas celle d'Eduardo Appio,,. Le Conseil national de la justice a ordonné l'ouverture d'une enquête pour examiner les controverses entre le TRF-4 et la 13e Cour fédérale de Curitiba,.
Le 17 juillet 2023, le Conseil national de la justice a décidé de maintenir Appio écarté de la 13e Cour fédérale de Curitiba. Le corregedor National de la Justice, Luis Felipe Salomão, a considéré qu'il existait "des éléments suffisants pour maintenir l'éloignement du magistrat jusqu'à la fin des enquêtes". De plus, Salomão a déclaré qu'Appio aurait utilisé des données et des informations du système de la justice fédérale pour intimider le juge Marcelo Malucelli, affirmant que "l'utilisation de ces informations pour intimider ou menacer un juge du tribunal représente en soi, en théorie, un comportement très grave, justifiant le retrait temporaire et provisoire du magistrat faisant l'objet d'une enquête". La défense du magistrat a annoncé qu'elle fera appel de la décision de Salomão,.
Le 19 septembre 2023, Dias Toffoli, ministre de la Cour suprême, a annulé la suspicion d'Eduardo Appio, déclarée par le TRF-4 en mai, et a interrompu la procédure administrative en cours contre le juge. La défense d'Appio cherche à annuler son écartement de la 13e Cour fédérale de Curitiba,.